# 宝物 (風味堂の曲)
「宝物」（たからもの）は、約2年9ヵ月ぶりの発売となる風味堂12枚目のシングル。発売日は2011年10月19日。発売元はビクターエンタテインメント。

## 解説
風味堂がDJを務めるレギュラーラジオ番組「風味堂 ロックでください」（JFN系列）から生まれた楽曲。

第100回目の放送で「Make a Song Project」としてリスナーから歌詞を募集した。

リスナーが投稿した歌詞を使用するため当初CD化が困難と思われたが、リスナーの言葉を風味堂メンバーが咀嚼し、自らの言葉で表現し直すことで無事にCD化が実現した。

（作詞者は、風味堂「ロックでください」オールスターズ となっている）
「宝物」のPVも番組内で「Make a PV Project」として、リスナーから“宝物”の写真を募集することで作成された。
このPVは、歌詞の1文字1文字をリスナーの“宝物”と一緒に撮影した写真で構成されている。

## 収録曲
1. 宝物
  - 作詞：風味堂「ロックでください」オールスターズ／作曲：渡和久
2. スパンキージョーンズのテーマ
  - 作詞・作曲：渡和久
3. World is beautiful Life is wonderful
  - 作詞・作曲：渡和久
  - 読売テレビ・日本テレビ系『情報ライブ ミヤネ屋』エンディングテーマ
4. あなたに会えば
  - 作詞・作曲：渡和久